# Mirall endins
"Mirall endins" (títol original en anglès "Mirror Image") és el vint-i-unè episodi de la sèrie de televisió d’antologia La Dimensió Desconeguda. Es va emetre originalment el 26 de febrer de 1960 a la cadena CBS. Ha estat doblat al català i emès per TV3.

## Narració d'obertura
| « | Millicent Barnes, vint-i-cinc anys, dona jove esperant un autobús en una nit plujosa de novembre. No és un tipus gaire imaginatiu la senyoreta Barnes: no donada a una ansietat excessiva, ni a pors, ni fins i tot als vols més temporals de la fantasia. Com la majoria de dones joves de carrera, té una classificació genèrica com a, cita, noia amb el cap sobre les espatlles, final de cita. Tot això s'esmenta ara perquè, en un moment, el cap sobre les espatlles de la senyoreta Barnes es posarà a prova. Les circumstàncies atacaran el seu sentit de la realitat i una cadena de malsons posarà el seu seny en un bloc. Millicent Barnes, que en un minut es preguntarà si s'està tornant boja. | » |

## Argument
Millicent Barnes espera en una cotxera d'autobusos a Nova York un autobús a Cortland, de camí a una nova feina. Mirant un rellotge de paret s'adona que l'autobús arriba tard. Ella demana al venedor de bitllets quan arribarà l'autobús, i ell es queixa bruscament que és la tercera vegada que ho pregunta. Millicent ho nega. Mentre parla amb ell, nota una bossa com la seva a terra darrere de l'escriptori. Ella ho menciona i l'agent respon que és la seva bossa. No s'ho creu fins que s'adona que la seva bossa ja no està al costat del banc. Es renta les mans al lavabo i la dona de la neteja insisteix que és la segona vegada que hi va. Una vegada més, Millicent nega això. En sortir del lavabo, mira al mirall i veu, a més del seu reflex, una còpia exacta d'ella mateixa asseguda al banc de fora.
Millicent coneix un jove genial de Binghamton anomenat Paul Grinstead, que està esperant el mateix autobús. Paul anima a Millicent a dir-li què és evident que l'està molestant, així que ella explica que es va trobar amb el seu doble. Intentant calmar-la, Paul diu que és una broma o un malentès causat per un ésser semblant. Quan arriba l'autobús i tots dos es preparen per pujar, la Millicent mira cap a les finestres i veu la còpia d'ella mateixa, ja asseguda a l'autobús amb una mirada malèvola a la cara. En xoc, Millicent torna corrent al dipòsit i es desmaia.
Millicent es troba inconscient en un banc dins del dipòsit mentre Paul i la dona de la neteja l'esperen. Paul decideix esperar l’autobús de les 7:00 a.m. Mentre esperen, Millicent, que ara arriba, insisteix que els estranys esdeveniments són causats per un doble malvat d'un món paral·lel, un pla d'existència alternatiu proper però llunyà que arriba a convergència amb aquest món com a resultat de forces poderoses o esdeveniments no naturals i desconeguts. Quan ocorren aquests esdeveniments, els impostors entren en aquest regne. La doppelgänger de Millicent pot sobreviure en aquest món només eliminant-la i substituint-la. Paul diu que l'explicació és "una mica metafísica" per a ell i creu que el seny de Millicent comença a desfer-se. Paul li diu a Millicent que trucarà a un amic a Tully que té un cotxe i pot ser capaç de conduir-lo a Syracuse. En canvi, truca a la policia.
Després que Millicent sigui enduda per dos policies, Paul s'instal·la. Després de beure d'una font, en Paul s'adona que la seva maleta ha desaparegut. Mirant cap a les portes, en Paul s'adona que un altre home surt corrent per la porta de la cotxera d'autobusos. Perseguint aquest individu pel carrer, Paul descobreix que persegueix la seva pròpia còpia, el rostre de la qual mostra un plaer malèvol. La seva còpia desapareix mentre Paul crida "On estàs?" mentre mira al seu voltant amb confusió i commoció.

## Narració de cloenda
| « | Explicació obscura i metafísica per cobrir un fenomen. Les raons es van treure de l'ombra per explicar allò que no es pot explicar. Anomeneu-ho "plans paral·lels" o simplement "bogeria". Sigui el que sigui, el trobaràs la Dimensió Desconeguda. | » |

## Repartiment
- Vera Miles com Millicent Barnes
- Martin Milner com a Paul Grinstead
- Joe Hamilton com a venedor d'entrades
- Naomi Stevens com a encarregada del lavabo